# Niechodzin (Ciechanów)
Niechodzin – południowo-zachodnia część miasta Ciechanowa w Polsce, w województwie mazowieckiem, w powiecie ciechanowskim. Rozpościera się w rejonie ulicy Niechodzkiej.
Niechodzin stanowił wschodnią część wsi Niechodzin, włączoną w 1973 (82,64 ha) i 1977 (236,92 ha) roku do Ciechanowa.

## Historia
Niechodzin należał od reformy gminnej w 1867 roku do gminy Nużewo w powiecie ciechanowskim w guberni płockiej. Od 1919 w woj. warszawskim, gdzie 20 października 1933 utworzył gromadę (sołectwo) w gminie Nużewo.
Po II wojnie światowej należał do gminy Nużewo w powiecie ciechanowskim w województwie warszawskim, stanowiąc jedną z jej 33 gromad. W związku z reformą administracyjną kraju jesienią 1954 wszedł w skład gromady Pęchcin, a po jej zniesieniu 1 stycznia 1958 – w skład nowo utworzonej gromady Ciechanów. Tam przetrwał do końca 1972 roku, czyli do kolejnej reformy administracyjnej. 1 stycznia 1973 wszedł w skład nowo utworzonej gminy Ciechanów, oprócz wschodniej części (82,64 ha), którą włączono do Ciechanowa.
Od 1 czerwca 1975 znajdował się w województwie ciechanowskim. 1 sierpnia 1977 koleną, jeszcze większą, część Niechodzina (236,92 ha) włączono do Ciechanowa.